# Emblemaria piratula
Emblemaria piratula är en fiskart som beskrevs av Isaac Ginsburg och Reid 1942. Emblemaria piratula ingår i släktet Emblemaria och familjen Chaenopsidae. Inga underarter finns listade i Catalogue of Life.